# Gheorghe Tecuci
Gheorghe Tecuci (n. 7 aprilie 1954, București) este un inginer român, membru titular (1993) al Academiei Române.